# Waurika (Oklahoma)
Waurika es una ciudad ubicada en el condado de Jefferson en el estado estadounidense de Oklahoma. En el año 2010 tenía una población de 2064 habitantes y una densidad poblacional de 67,23 personas por km².

## Geografía
Waurika se encuentra ubicada en las coordenadas 34°10′12″N 98°0′5″O / 34.17000, -98.00139 (34.170130, -98.001268).

## Demografía
Según la Oficina del Censo en 2000 los ingresos medios por hogar en la localidad eran de $23,800 y los ingresos medios por familia eran $31,594. Los hombres tenían unos ingresos medios de $24,844 frente a los $16,286 para las mujeres. La renta per cápita para la localidad era de $13,496. Alrededor del 12.2% de la población estaban por debajo del umbral de pobreza.